# 謝廷哲
謝廷哲（英語：：1931年—2017年8月14日：聖名：保祿），是天主教中國籍地下教會主教，但不獲中國政府承認他的主教身份。曾任新疆監牧區監牧。

## 生平

### 早年生活
1931年，謝廷哲出生於中華民國甘肅蘭州的天主教家庭。他自幼喪父，母親將他撫養長大。他成長後矢志修道，於1940年代末進入蘭州西北總修院小修院學習至高中。可惜，修院於1951年因三自革新反帝愛國運動而遭被迫停課，政府工作組進駐蘭州主教座堂和總修院。
當時，包括身為修生的謝廷哲在內的人不聽從政府，導致了後來修院徹底被關閉，而謝廷哲和其他修生被定為「右派」，或者是「帝國主義走狗」，被判刑關押勞改多年。修院和教會被迫害時，謝廷哲的母親曾哭著要領謝廷哲回家，不過他堅決不從。
謝廷哲於1958年被捕，最終在1979年獲釋。出獄後，於1980年2月5日在陝西鳳翔教區，由周維道晉鐸。晉鐸後，他奔波於甘肅與新疆的絲綢古道上，致力於牧靈福傳和修生培育工作。

### 牧職
於1991年11月25日，謝廷哲獲時任教宗若望保祿二世任命為新疆監牧區監牧，由鳳翔教區李鏡峰主教秘密祝聖。謝廷哲是新疆監牧區教座出缺的22年後，再有監牧就任。但是，中國政府一直拒絕承認他的主教身份。謝廷哲曾於1994年秘密前赴羅馬，獲教宗若望保祿親自接見。
謝廷哲在近八十歲高齡時，仍利用網絡福傳。他於2005年已參加互聯網上的聊天室，為天主教網友獻唱拉丁聖歌；又多次開啟個人博客和網絡通訊工具，以便利他向網友福傳。

### 死後
2017年8月14日，謝廷哲在中國新疆去世，享年86歲。由於，中國政府拒絕承認謝廷哲的主教身份。其治喪委員會名單中包括政府人員。喪禮儀式於同月16日舉行，遺體在儀式後馬上火化，並被規定「接到骨灰後半小時內下葬」在烏魯木齊東山公墓。
新疆監牧區廿六位神父逾半不能參加謝廷哲的遺體告別禮。政府只容許本堂王宏神父主持殯葬彌撒，修院工作的李征神父負責主持骨灰安葬儀式。雖然，還有另外兩位神父在場，但被拒絕共祭，也禁止拍照。其他神父則被限制在堂區及禁止前往新疆首府烏魯木齊，個別提前到達烏魯木齊的神父也被遣返。數千教友只能在墓地追思，警察和便衣人員混雜當中。